# Жюлі Кларі
Марі-Жюлі Кларі (фр. Marie-Julie Clary; 26 грудня 1771, Марсель — 7 квітня 1845, Флоренція) — дружина Жозефа Бонапарта, брата Наполеона. Королева-консорт Неаполя (1806—1808), королева-консорт Іспанії (1808—1813).

## Біографія
Марі-Жюлі Кларі народилася в сім'ї Франсуа Кларі (24 лютого 1725 — 20 січня 1794), заможного торговця шовком, і його другої дружини (з 26 червня 1759) Франсуази Рози Сомі (30 серпня 1737 — 28 січня 1815). У Жюлі була молодша сестра Дезіре (1777—1860), яка в 1798 році стала дружиною Жана Бернадота і королевою Швеції.
1 серпня 1794 року Жюлі вступила в шлюб із Жозефом Бонапартом, старшим братом Наполеона. У шлюбі народила трьох дочок, дві з яких досягли дорослого віку:
- Жюлі-Жозефіна (1796—1796),
- Зенаіда (1801—1854), одружена зі своїм кузеном Шарлем Люсьєном, сином Люсьєна Бонапарта;
- Шарлотта (1802—1839), одружена зі своїм кузеном Наполеоном-Луї, сином Луї Бонапарта.

У 1806—1808 роках правила з чоловіком в Неаполітанському королівстві. З 1808 по 1813 була королевою-консортом Іспанії. Після вигнання з Іспанії та Франції подружжя довгий час жило в Америці, потім повернулося до Європи.

## Образ в кіно
- «Наречена короля[it]» (Італія, 1938) — акторка Лаура Соларі
- «Дивовижна доля Дезіре Кларі[fr]» (Франція, 1942) — акторка  Іветт Лебон[fr]
- «Дезіре: любов імператора Франції[en]» (США, 1954) — акторка Елізабет Селларс[en]
- «Наполеон» (Франція, Італія, 1955) — акторка Мішель Корду[fr]